# Lipotriches nana
Lipotriches nana är en biart som först beskrevs av Smith 1875.  Lipotriches nana ingår i släktet Lipotriches och familjen vägbin. Inga underarter finns listade i Catalogue of Life.

## Bildgalleri

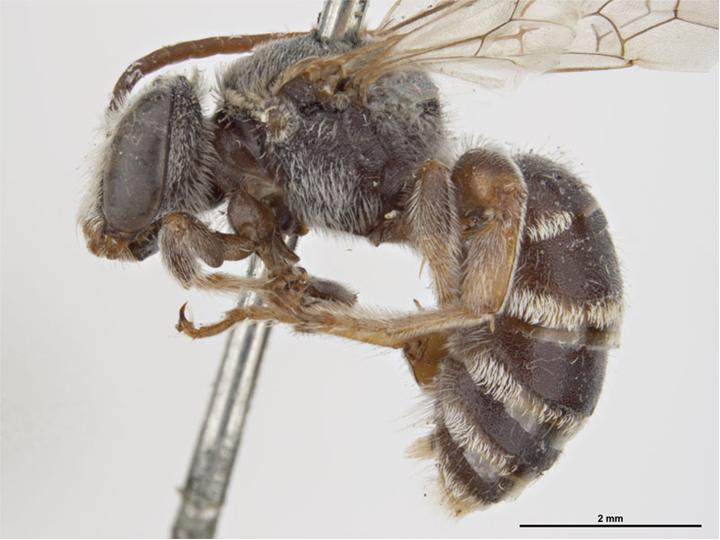